# Torneo de Gaiba 2023
El Veneto Open Confindustria Estt 2023 fue un torneo de tenis profesional jugado en canchas de césped. Se trató de la 2.ª edición del torneo que formó parte de los Torneos WTA 125s en 2023. Se llevó a cabo en Gaiba, Italia, entre el 19 al 25 de junio de 2023.

## Cabezas de serie

### Individuales
| Tenista             | Ranking | Preclasificada |
| Tatjana Maria       | 66      | 1              |
| Sara Errani         | 69      | 2              |
| Ysaline Bonaventure | 92      | 3              |
| Olga Danilović      | 100     | 4              |
| Taylor Townsend     | 104     | 5              |
| Yuan Yue            | 109     | 6              |
| Lucrezia Stefanini  | 111     | 7              |
| Yanina Wickmayer    | 114     | 8              |

- Ranking del 13 de junio de 2023.

### Dobles
| Tenista                          | Ranking | Preclasificada |
| Ashlyn Krueger Angela Kulikov    | 175     | 1              |
| Bibiane Schoofs Yanina Wickmayer | 178     | 2              |

## Campeonas

### Individuales femeninos
Ashlyn Krueger venció a  Tatjana Maria por 3–6, 6–4, 7–5

### Dobles femenino
Han Na-lae /  Jang Su-jeong vencieron a  Weronika Falkowska /  Katarzyna Piter por Katarzyna Piter